# Hoa Đình
Hoa Đình (chữ Hán phồn thể:華亭市, chữ Hán giản thể: 华亭市, bính âm: Huátíng Shi, âm Hán Việt: Hoa Đình thị) là một thành phố cấp huyện thuộc địa cấp thị Bình Lương, tỉnh Cam Túc, Cộng hòa Nhân dân Trung Hoa. Thành phố Hoa Đình có diện tích 1267 km², dân số năm 2004 là 170.000 người. Mã số bưu chính của thành phố Hoa Đình là 744100. Chính quyền thành phố đóng tại trấn Đông Hoa. Về mặt hành chính, thành phố này được chia ra các đơn vị hành chính gồm 3 trấn (An Khẩu, Đông Hoa, Tây Hoa) và 8 hương (Thượng Quan, hương dân tộc Hồi Thần Dục, Mã Hiệp, hương dân tộc Hồi Sơn Trại, Ma Yêm, Sách Để, Hà Tây và Nghiễn Hiệp.